# Русский дневник (Стейнбек)
«Ру́сский дневни́к» (англ. A Russian Journal) — путевые заметки, написанные Джоном Стейнбеком во время поездки по Советскому Союзу в 1947 году. Писатель, побывавший вместе с фоторепортёром Робертом Капой в Москве, Сталинграде, Грузии и на Украине, воспроизвёл на страницах дневника свои впечатления и рассказал о встречах с советскими гражданами. Во время поездки Стейнбека и Капу сопровождали сотрудники Всесоюзного общества культурной связи с заграницей, регулярно представлявшие отчёты о настроениях и поведении гостей. Дневниковые зарисовки и очерки печатались в ежедневнике «Нью-Йорк Геральд Трибьюн». Полная книга с фотоиллюстрациями Капы впервые увидела свет в США в 1948 году. Выход путевых заметок Стейнбека в СССР начался только в годы перестройки (отдельная книга в издательстве «Мысль», 1989; публикация в журнале «Знамя», 1990, № 1 и 2).

## История создания и публикации
Замысел путевого дневника возник у Стейнбека в марте 1947 года, когда он встретил в нью-йоркском баре «Бедфорд» фоторепортёра Роберта Капу. По словам писателя, в тот день настроение у обоих было подавленное. Получив от бармена по бокалу абсента, Стейнбек и Капа начали обсуждать последние газетные новости, связанные с Москвой: «О чём думает Сталин, что планирует русский генштаб, где дислоцированы русские войска…» В определённый момент собеседники пришли к выводу, что многие журналисты-международники не имеют представления о реальной жизни в СССР. Между тем существует ряд тем, которые не менее интересны читателям, чем советские «эксперименты с атомной бомбой»: «Что там люди носят? Что у них на ужин? Бывают ли у них вечеринки?». Тогда же было принято решение отправиться вдвоём в Советский Союз. Предполагалось, что путешественники будут «держаться подальше от Кремля» — им важнее было «добраться до простого русского народа». Со своей задумкой Стейнбек и Капа пришли в ежедневную газету «Нью-Йорк Геральд Трибьюн» и заручились поддержкой редакции.
Несмотря на то, что принятое собеседниками решение выглядело спонтанным, исследователи считают, что мысль о необходимости выпустить книгу о бытовой, повседневной жизни советских граждан созревала у Стейнбека с 1930-х годов. В 1936 году ему уже доводилось посещать Москву и Ленинград, однако тот краткий визит не дал возможности получить необходимую информацию. В одном из писем, датированных 1939 годом, писатель признавался, что американцы не знают, «как живут обыкновенные русские люди, как они радуются, какие у них существуют препятствия к их счастью». Летом 1947 года Стейнбек и Капа отправились в двухмесячную поездку по СССР. Очерки и фоторепортажи с места событий они отправляли в «Нью-Йорк Геральд Трибьюн». В 1948 году в США была издана книга путевых заметок «Русский дневник». Через четыре десятилетия дневниковые записи Стейнбека начали публиковаться и в Советском Союзе.

## Программа путешествия. Сопровождение
Ответственность за пребывание американских гостей в стране была возложена на сотрудников Всесоюзного общества культурной связи с заграницей (ВОКС). В числе задач, поставленных перед этой организацией на 1947 год, были следующие: «Вести активную наступательную пропаганду против идеологии американских реакционных кругов, разоблачать поджигателей войны, разоблачать антисоветских клеветников». Непосредственное сопровождение Стейнбека и Капы осуществляли заместитель председателя правления ВОКСа искусствовед Александр Караганов, младший референт Светлана Литвинова, заведующий американский отделом И. Д. Хмарский и другие.
На имя Александра Вышинского, занимавшего в ту пору должность заместителя министра иностранных дел СССР по общим вопросам, был направлен документ, в котором указывалось, что Стейнбек и Капа просили организовать им поездки в ряд городов, выделить переводчика, разрешить пользоваться фотоаппаратом. В качестве ответного шага советская сторона предложила «ограничить поездки Стейнбека и Капы Киевом, Сталинградом, двумя колхозами и одним совхозом; отказать Капе в разрешении производить фотосъёмки в Москве». Позже МИД и ВОКС совместно разработали для гостей программу на август — сентябрь 1947 года, включавшую осмотр Сталинградского тракторного завода и разговор со специалистами Сталинградского горисполкома; посещение киевских театров и встречу с писателем Александром Корнейчуком; экскурсии в ряд московских музеев и беседы с литераторами Александром Фадеевым, Константином Симоновым, Ильёй Эренбургом, Леонидом Леоновым. Предусматривался также обед в Союзе советских писателей. Непосредственно в ходе поездки в программу вносились новые пункты — так, в спецфондах ВОКСа сохранились направленные в МИД предложения Александра Караганова о расширении перечня московских экскурсий и возможности организовать для гостей посещение Грузии.
Судя по отчётам сопровождающих, их отношения с «подопечными» в целом складывались конструктивно. К примеру, в дневнике Светланы Литвиновой упоминалось, что Стейнбек оставил тёплую запись в книге посетителей Третьяковской галереи, а Капе очень понравилось выступление хора имени Пятницкого — в концертном зале имени Чайковского он сделал много снимков. Однако через полгода после завершения визита И. Д. Хмарский в частном письме, адресованном редактору «Литературной газеты» Владимиру Ермилову, отмечал, что Стейнбек, «начинённый буржуазными предрассудками», значительную часть времени «провёл за выпивками, к которым… он питает явное пристрастие». В 1997 году Литвинова в беседе с журналистом радио «Свобода» Владимиром Тольцем рассказала, что её непосредственные руководители при подведении итогов визита хорошо оценили работу гидов, сопровождавших американских гостей на разных маршрутах.

## Содержание
Перед отъездом Стейнбек и Капа выслушали немало советов и предостережений от знакомых, которые, как уточнил автор, никогда не бывали в Советском Союзе. Путешественникам рассказывали про голод и грядущие пытки; их подозревали в тайных связях с Кремлём: «Иначе бы вас в Россию не пустили». Заблаговременно отправив в СССР телеграмму главе московского бюро «Нью-Йорк Геральд Трибьюн» Полу Ньюману, писатель и фоторепортёр надеялись, что тот их встретит и разместит в гостинице. Однако шеф бюро, находившийся в это время на пушном аукционе в Ленинграде, телеграмму не получил. Когда писатель и фоторепортёр сумели добраться до «Метрополя», выяснилось, что мест там нет. В итоге они поселились в номере Ньюмана: «Мы пили его виски. Мы спали на его диване и кровати. Мы считали, что это единственное, чем он может нам отплатить за то, что заставил нас так мучаться».
Пребывание в «Метрополе» оказалось недолгим: на следующий день сотрудники ВОКСа сняли для визитёров большую комнату в «Савое». Капа нашёл на подоконниках этого номера приемлемый ракурс и неустанно фотографировал всё происходящее на улице. Впоследствии выяснилось, что в доме напротив располагалась некая фотомастерская, один из сотрудников которой не отводил взгляда от окна американских гостей: «По всем правилам игры, пока мы фотографировали его, он снимал нас». Тогда же выявился ещё ряд проблем. Одна из них была связана с денежными расчётами: автор пояснял, что в СССР существуют два курса валют — официальный и неофициальный. Кроме того, необходимо было привыкнуть, что рестораны и магазины в Москве делились на обычные и коммерческие. В последних был большой выбор товаров по очень высоким ценам: путешественники видели на прилавках пирамиды шампанского и грузинских вин, банки с икрой и крабами, горы колбас, сыра и даже дичь: «Но всё это были деликатесы. Для простого русского главным было, сколько стоит хлеб и сколько его дают, а также цены на капусту и картошку».
В ВОКСе гостям представили их переводчицу Светлану Литвинову, вместе с которой они съездили на Ленинские горы, посетили музей Ленина, побывали на воздушном параде. Благодаря переводчице путешественники узнали, что «советскую молодёжь захлестнула волна нравственности»: в СССР считалось, что приличные девушки не злоупотребляют косметикой и «очень осмотрительно ведут себя с парнями». Литвинова не смогла отправиться со своими «подопечными» в Киев, туда их сопровождал другой гид — Хмарский. Представители украинского ОКСа, разместившие приезжих в «Интуристе», устроили для них обед; в меню, помимо местной колбасы и днепровской рыбы, входили ставшие уже традиционными икра и водка. К числу ярких впечатлений автор отнёс посещение театра — они с Капой посмотрели спектакль «Гроза» по пьесе Островского и остались в лёгком недоумении: «Нам показалось странным, что люди в зале, познавшие настоящую трагедию, трагедию вторжения, смерти, разорения, могут быть так взволнованы из-за судьбы женщины, которой поцеловали руку в саду».
В день отъезда из СССР Стейнбека и Капу провожали все гиды из ВОКСа, а также вернувшийся из Ленинграда Пол Ньюман. Таможенник при досмотре изъял из багажа Капы те фотографии городов, где были «виды сверху», а также все плёнки с изображением военнопленных. Эта утрата мало огорчила путешественников, потому что главные снимки — с лицами обычных людей, запечатлённых в повседневной жизни, — таможенника не заинтересовали. «А ведь именно за этим мы сюда и ехали».

## Художественные особенности

### В контексте советско-американских отношений. «Русский вопрос»
Советско-американские отношения менялись в течение десятилетий, и это находило своё отражение в литературе и искусстве. Так, первый этап, начавшийся в 1920-х годах, литературовед Виолетта Гудкова назвала «романтическим»: в этот период представление о Соединённых Штатах у советских граждан складывалось из фильмов и «инженерных успехов» — речь идёт об автомобилях, мостах, заводском оборудовании. В фантастической повести Михаила Булгакова «Роковые яйца» критики обнаруживали движение науки и техники к американским стандартам, к их «кипучему, бешеному темпу жизни». Комедии Григория Александрова снимались в соответствии с голливудскими образцами. Однако уже со второй половины в 1930-х годов идеологические установки привели к переменам в массовом сознании: американцы (и любые иностранцы) всё чаще стали восприниматься как потенциальные шпионы, стремящиеся выведать советские «военные тайны».

Таким образом, главные направления разработки темы Америки и американизма к 1930-м годам, особенно к концу этого десятилетия, уже вполне определились: от восхищения заокеанской страной и населяющими её азартными созидателями — к представлению о стране-сопернике, кишащей завистниками, разведчиками и буржуазными совратителями (в том числе — долларом).
В послевоенной советской идеологии продолжалось развитие ксенофобских настроений, при которых Америка выглядела в глазах населения весьма опасным «спарринг-партнёром». Вышедшие в 1946—1947 годах постановления оргбюро ЦК ВКП(б) («О журналах „Звезда“ и „Ленинград“» и ряд других) не только подвергли резкой критике инакомыслящих, но и поставили перед литераторами новые задачи: необходимо было написать и издать произведения, в которых бы «осуждалось „низкопоклонство перед Западом“, обличался американский империализм». Среди тех, кто оперативно выполнил «государственный заказ», был Константин Симонов, сочинивший в 1946 году пьесу «Русский вопрос». Спектакль по этому произведению шёл одновременно на многих сценических площадках страны — только в Москве его поставили сразу пять театров. Автор получил за пьесу Сталинскую премию. В основе сюжета — история американского журналиста Гари Смита, уволенного из своей газеты за книгу, исполненную симпатии к Советскому Союзу; герой, потерявший в результате скандала работу, дом, семью, тем не менее не желает сдаваться.
Обсуждение пьесы Симонова стало одной из ключевых тем во время поездки Стейнбека. Так, в докладной записке, сохранившейся в архиве ВОКСа, указывалось, что подготовка к предстоящему визиту американского писателя должна быть особенно тщательной — не исключено, что «его задачей является написание ответа на „Русский вопрос“». Гид И. Д. Хмарский в одном из отчётов отметил, что прямо на аэродроме спросил гостя о том, какое впечатление на него произвёл «Русский вопрос»; тот ответил, что не считает эту пьесу правдивой. Сам Стейнбек в «Русском дневнике» писал, что вопрос о пьесе был постоянным: «Мы даже знали, когда ждать его, потому что в это время глаза нашего собеседника сужались, он немного подавался вперёд и пристально нас изучал».
При этом сам Симонов произвёл на путешественников весьма благоприятное впечатление — они побывали в его загородном доме, пообедали, пообщались с женой. Подкупила их и реакция Константина Михайловича на сочинённую Стейнбеком и Капой пародию о том, как Симонов, посетив Америку, по возвращении написал пьесу о том, что «загнивающий Запад» отнюдь не загнивает. Далее советского писателя будто бы выгнали с работы, выселили из загородного дома, от него ушла жена. Симонов, выслушав пародию, не стал полемизировать — он просто предложил гостям вина и устроил танцевальный вечер.

### Советский мир 1940-х годов
Современные исследователи, занимающиеся изучением советской истории и экономики, иногда дают отсылки к «Русскому дневнику». Так, в статье А. В. Чуднова «Граждане! Сдавайте валюту!» прослеживается, как в СССР менялось отношение к иностранной валюте в разные десятилетия. Для того, чтобы привлечь в оборот золото или валюту, в стране был создан Торгсин, периодически появлялись (и закрывались) валютные и коммерческие магазины, ассортимент товаров в которых отличался от рядовых торговых точек. В начале 1920-х годов Михаил Булгаков при описании нэповской Москвы обращал внимание на витрины, поражающие изобилием: «В них горы коробок с консервами, чёрная икра, сёмга, балык, копчёная рыба, апельсины». О том же самом, но уже четверть века спустя, рассказывал в «Русском дневнике» и Стейнбек.
По словам Елены Твердюковой, автора статьи о становлении советского рынка подержанных товаров, развитие коммерческой торговли, начавшееся в 1944 году, привело к резкому снижению оборотов в комиссионных магазинах — населению стало выгоднее продавать вещи самостоятельно, в том числе на рынках, чем сдавать их на «комиссию». Тем не менее к моменту приезда Стейнбека «скупки» в Москве продолжали работать. Автор «Русского дневника» писал, что это были, как правило, специализированные торговые точки, реализовывавшие либо фарфор, либо фотооборудование, либо поношенную одежду. Возле таких магазинов обычно стояли уличные продавцы, осторожно предлагавшие тот же товар, но иного качества. К числу бытовых наблюдений писателя относились такие картины: «Стоит человек с газетным свертком. Он быстро раскрывает его, показывая бриллиантовое кольцо, и говорит цену. Скорее всего, то, чем он занимается, — незаконно».